# Bennett Campbell
Pour les articles homonymes, voir Campbell.
William Bennett Campbell (né le 27 août 1943 à Montague, mort le 11 septembre 2008) était un homme politique canadien qui est premier ministre de la province de l'Île-du-Prince-Édouard de 1978 à 1979.